# Тень (символика в искусстве)
Тень (символика в искусстве) — тень обратна свету. В искусстве, также в философии тень связана с негативным началом, противоположностью положительного и солнечного, также с понятием «второго я».
У первобытных народов тень — душа или второе «я», которое особенно связывали с душами умерших. В Китае бессмертные, прозрачные по своей физической сущности, не отбрасывали тени, в то время как в западном фольклоре людей, не имеющих тени, подозревали в том, что они продали свои души дьяволу и являются в этом смысле «несуществующими» (тень — доказательство материальности объекта или субъекта). В некоторых племенах наступить на чью-либо тень — значит нанести смертельное оскорбление. Нужно следить за тем, куда падает тень, чтобы не попасть в тень другого человека. Согласно мусульманским традициям, тень Аллаха — символ властелина на земле. В Индии существовала вера в тени святых, обладающие удивительным качеством: они неуничтожимы.
Мифологическая птица Хумайя считалось, что она делает царём человека, на которого бросает свою тень. В Африке тень ассоциируется с духом. Как видно из приведенных примеров, тень — второе человеческое тело, наделенное магическими свойствами.

## Древний Египет
Тень вместе с телом и душой является существенной частью человека. Шуит — тень, одна из пяти душ в древнем Египте. В гробницах Нового царства (1580—1100 гг. до н. э.) часто изображается, как чёрная тень умершего в сопровождении птицы-души покидает могилу. В «Книге Мёртвых» говорится: «Если эта глава известна умершему, он должен преобразоваться в дух-душу (Ах), которая будет снабжена его душой и его тенью (шу)»"Тень Ра" — так называется святилище бога Солнца в Амарне. Согласно легенде, и египтяне, и греки приходят к живописи через тень. Греки открыли живопись, наблюдая человеческую тень.

## Античность
В философских притчах познание заключаются в выходе за предел, полагаемый тенью, как, например, в притче о пещере Платон говорит о первобытном человеке, который заключен в пещеру и не видит ничего, кроме стены и глубины своей темницы. На эту стену извне, из реальности, о существовании которой он даже не подозревает, падают тени. Только обернувшись и обратив взгляд к освещённому солнцем миру, человек может достичь истинного знания.
«— Подобных нам. Прежде всего, разве ты думаешь, что, находясь в таком положении, люди что-нибудь видят, своё ли или чужое, кроме теней, отбрасываемых огнём на расположенную перед ними стену пещеры?» (Платон. Государство, 517—519)

## Христианство
Появление света и тьмы в Ветхом Завете описано довольно лаконично. «Земля же была безвидна и пуста, и тьма над бездною; и Дух Божий носился над водою. И сказал Бог: да будет свет. И стал свет. И увидел Бог свет, что он хорош; и отделил Бог свет от тьмы. И назвал Бог свет днем, а тьму ночью» (Быт. 1: 2-5). Ранние христиане видели (Послание к Евреям (8:5 и 10:1). в событиях Ветхого завета символическое предвосхищение и возвещение евангельских событий, церковных институтов и обрядов в новой фазе Священной истории, на которую старая отбрасывала свои «тени». Средневековые иллюстрированные рукописи, например «Нравоучительная Библия», широко используют этот символико-аллегорический способ рассмотрения Ветхого завета, обнаруживая почти всем его событиям новозаветное соответствие и значение.
«Храни меня, как зеницу ока; в тени крыл Твоих укрой меня от лица нечестивых». Псалтирь (16:8).
Оповещение ангелом о рождении Иисуса Христа звучит: «Сила всевышнего осенит тебя» (нем. — «бросит на тебя тень») (Лука, 1, 35).

## В живописи
Древние греки полагали, что именно благодаря тени возникла живопись. Как гласит старинная легенда, записанная Плинием Старшим (79 г. н. э.): коринфская дева, дочь гончара из Сикиона, обвела на стене профиль своего возлюбленного, отбрасываемый в свете свечи, и попыталась его сохранить. Так увидел эту сцену Джозеф Райт из Дерби в 1782 г.
В период Возрождения, в живописи важную роль играет тень. Мазаччо делает тень главным составляющим композиции в росписи Капеллы Бранкаччи («Петр исцеляет тенью», 1424—1425 гг.) как источник божественной благодати. Если в средневековой живописи Бог, святой изображались в ореоле света, то во фреске Мазаччо святой появляется в ореоле тени.
В эпоху Ренессанса тень приобретает, символическое значение, связанное с темой Благовещения. В работах Яна ван Эйка, Лоренцо ди Креди и Лодовико Карраччи тень, отбрасываемая архангелом Гавриилом или девой Марией, символизирует «тень Вседержителя», властью которого Иисус Христос воплотился в облике человека.
Тень как самостоятельный философский образ использовал в своём творчестве Микеланджело Меризида Караваджо. На полотне «Ужин в Эммаусе» (1601 г.), где изображена встреча апостолов с Христом после его смерти, тень над головой Христа повторяет нимб своей формой, но не цветом.